# Лог под Мангартом
Лог под Мангартом (словен. Log pod Mangartom, итал. Bretto) је насељено место у општини Бовец, Горишка регија, Словенија.

## Историја
До територијалне реорганизације у Словенији био је у саставу старе општине Толмин.

## Становништво
У попису становништва из 2011. године, Лог под Мангартом је имао 137 становника.
| Број становника према пописима | Број становника према пописима | Број становника према пописима |
| ------------------------------ | ------------------------------ | ------------------------------ |
| 1991                           | 2002                           | 2011                           |
| 150                            | 139                            | 137                            |

Напомена: Године 1953. настала спајањем насеља Горњи Лог и Сподњи Лог која су укинута.

## Галерија
- панорама и поглед на планински врх Ромбон или Велики врх (2.208 m)
- споменик учесницима Првог светског рата
- куће
- детаљ
- поглед на планински врх Мангарт (2.679 m) на Јулијским Алпима
- мост на реци Пределици
- зимски пејзаж
- историјска џамија (1916) изграђена од стране војника "4. босанско-херцеговачког пјешадијског пука" аустроугарске копнене војске у току Првог светског рата, који су се налазили на фронту у Сочи